# Janina Wierusz Kowalska

Janina Wierusz Kowalska, Napięcie (Tension), akryl na płótnie, 160 × 100 cm, 2011

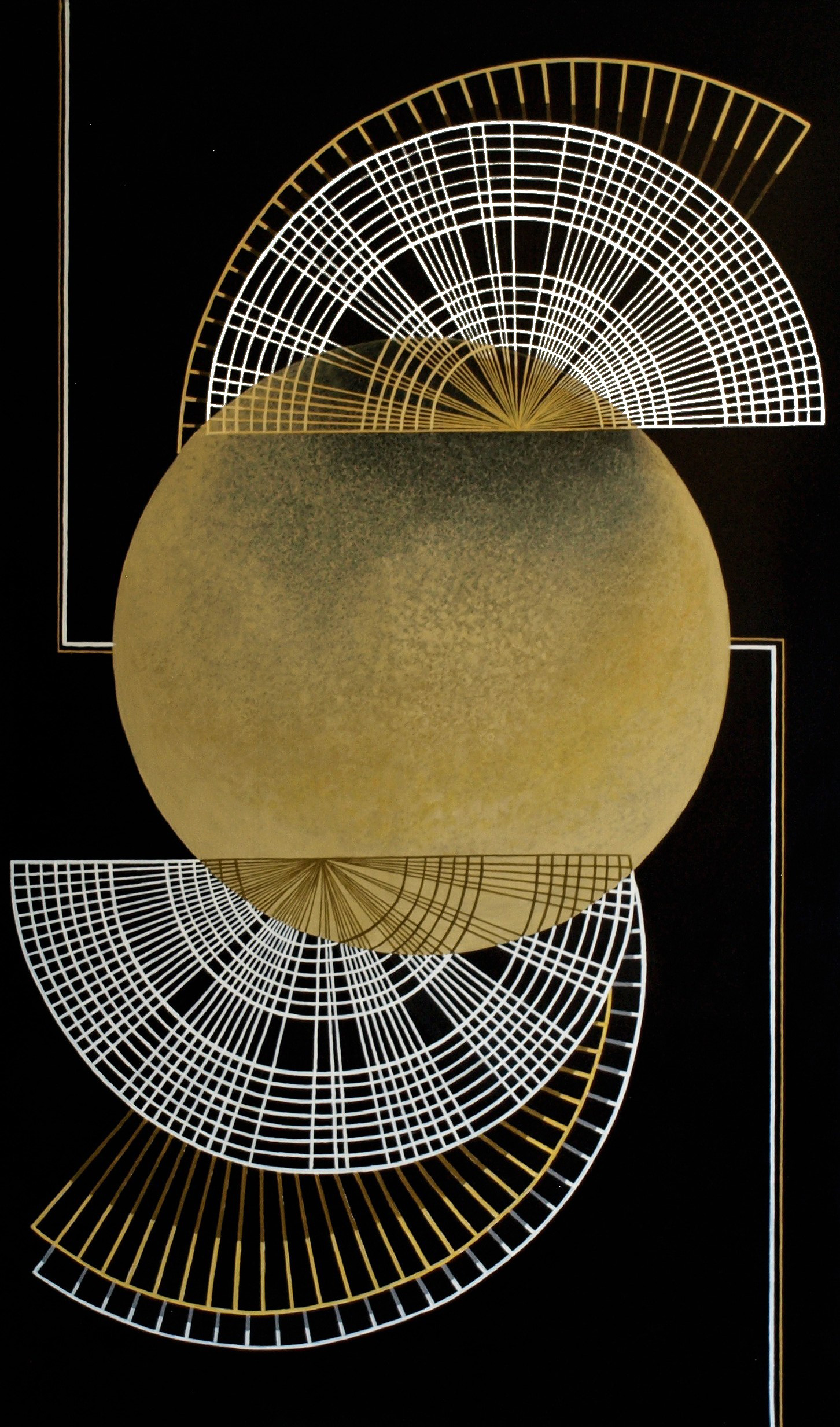
Absalomie, Absalomie 204 × 125 cm akryl płótno 2022

Janina Maria Wierusz Kowalska (ur. 1949 w Częstochowie) – polska malarka, pedagog; przedstawicielka polskiego abstrakcjonizmu geometrycznego. Uprawia malarstwo, rysunek, tkaninę przestrzenną.

## Życiorys
Pochodzi z rodziny o tradycjach artystycznych; jej dalekim przodkiem był Alfred Jan M. Wierusz Kowalski, uczeń Józefa Brandta, wybitny polski malarz, przedstawiciel tzw. Szkoły monachijskiej i honorowy profesor Akademii Monachijskiej.
Studiowała na Wydziale Form Przemysłowych i Wydziale Malarstwa Akademii Sztuk Pięknych w Krakowie. Dyplom z malarstwa uzyskała w pracowni Tadeusza Brzozowskiego. Jest autorką „Szkoły Sztuki Wizualnej”, dla której napisała autorskie programy, łączące sokratejską ideę twórczego dialogu z uniwersalnym kształceniem interdyscyplinarnym w oparciu o wzory Bauhausu. Wykłada geometryczne podstawy rysunku, rysunek studyjny, malarstwo, podstawy projektowania. Jest autorką licznych opracowań z dziedziny historii sztuki i teorii designu.
Uczestniczy w publicznym życiu artystycznym, prezentując swój dorobek na wielu wystawach. Brała udział w wydarzeniach artystycznych i wystawach, w tym: Buenos Aires (UTPBA) – 1996, Bruksela (Galerie Art-Pol) – 2000, Warszawa (Galeria Sztuki Współczesnej Katarzyny Napiórkowskiej) – 2001, Żywiec (Stary Zamek) – 2004, Bielsko -Biała (Galeria BWA) – 1994, 1995, Warszawa (Galeria Zapiecek) „Amici di Tworki” – 2002, 2005, Warszawa „Obraz roku” konkurs Art & Business 2002.

## Twórczość
Twórczość Janiny Wierusz Kowalskiej stanowi kontynuację tradycji polskiej abstrakcji geometrycznej i minimalizmu. Cechą charakterystyczną tej twórczości jest redukowanie środków ekspresji, klarowność kompozycji oraz symetria i operowanie podstawowymi formami geometrycznymi. Artystka wskazuje, jako źródło swoich inspiracji, fascynację naturą, którą postrzega jako zespół dających się wyodrębnić elementów o określonych cechach i uzupełniającej relacji. Ich analiza i przedstawienie w formie dzieła malarskiego staje się drogą do odnalezienia tzw.  formy idealnej.

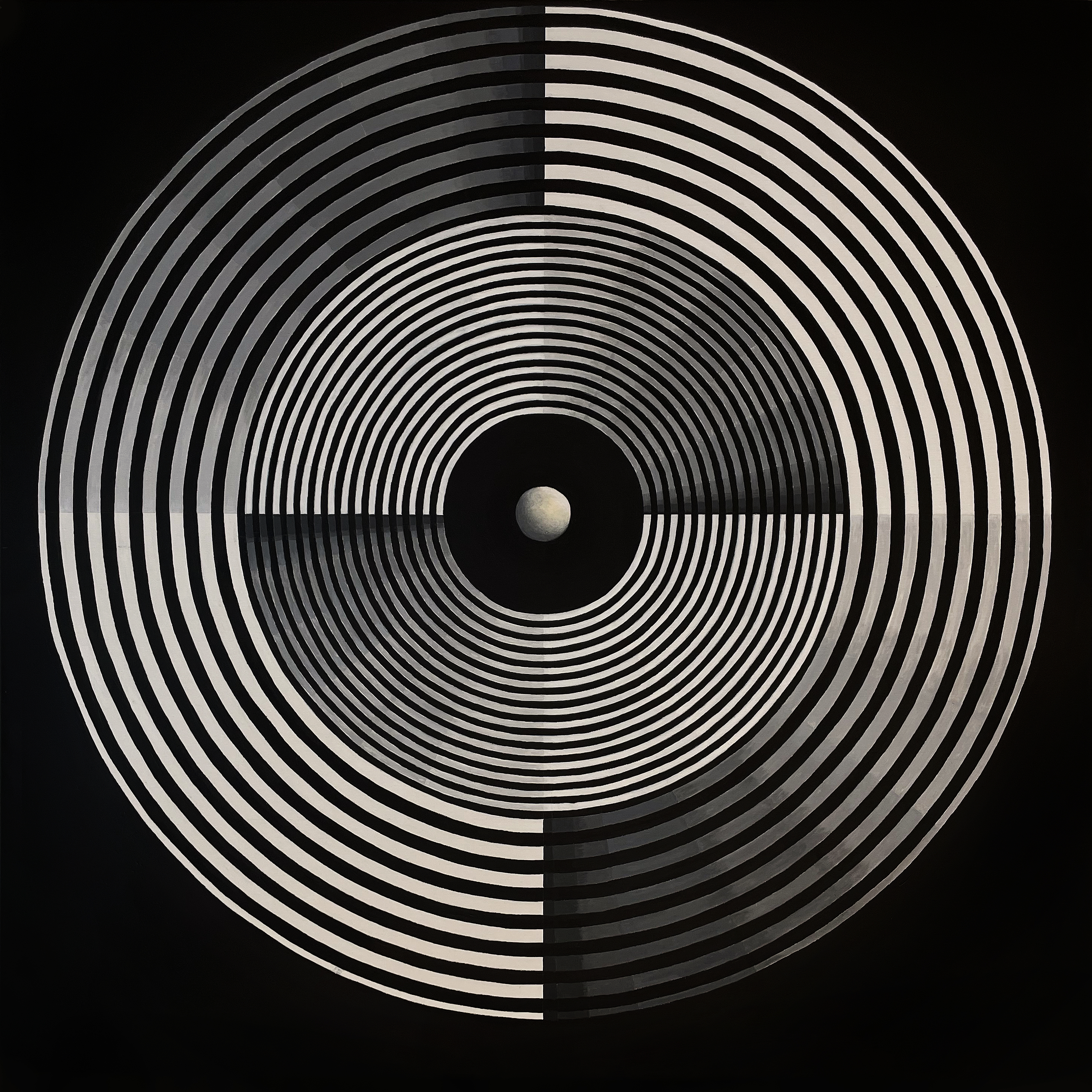
lot w przeszłość 2022

## Dorobek artystyczny
Wystawy indywidualne
- 2023 Wystawa bez tytułu TZT078 Janina Wierusz Kowalska & Dan Hildt, Bos Fine Art, Utrecht (Holandia)
- 2023 „Krok w chmury” Biegas Art Gallery (Muzeum im. Bolesława Biegasa)
- 2022 „Dom Obrazów” Muzeum Okręgowe w Suwałkach
- 2021 „Harfa i Cień” Galeria (-1), Polskie Centrum Olimpijskie, Warszawa
- 2020 „Wielki Sen”, Biegas Art Gallery (Muzeum Bolesława Biegasa), Warszawa
- 2019 „Cztery obrazy”, Muzeum Okręgowe w Suwałkach
- 2017 „Z Dala od Zgiełku”, Galeria (-1), Polskie Centrum Olimpijskie, Warszawa
- 2005 „Janina Wierusz – Kowalska – Malarstwo”, Nantucket Gallery, Nantucket, USA
- 2004 „Janina Wierusz – Kowalska – Malarstwo”, Galeria Katarzyny Napiórkowskiej, Warszawa
- 2004 „Janina Wierusz – Kowalska – Malarstwo”, Stary Zamek, Żywiec
- 2000 „Janina Wierusz – Kowalska – Malarstwo”, Galeria Art–Pol, Bruksela
- 1996 „Janina Wierusz Kowalska – Malarstwo”, Union de Trabajadores de Prensa de Buenos Aires, Buenos Aires

Wystawy zbiorowe
- Ogólnopolskie Konfrontacje Młodych – Galeria „Pryzmat” w Krakowie (1977)
- Letni Salon Beskidzki w Bielsku-Białej (1995)
- Ogólnopolski Konkurs Malarstwa „Bielska Jesień” (1995)
- „Amici di Tworki” Instytut Polski w Paryżu, Francja (1999)
- X Salon Plastyki „Egeria 2000” w Ostrowie Wielkopolskim (2000)
- „Amici di Tworki” Galeria „Zapiecek” w Warszawie (2002)
- „Obraz roku” konkurs „Art & Business” (2002)
- „Amici di Tworki” Galeria „Zapiecek” w Warszawie (2005)

## Udział w wydarzeniach
- 17 Warszawskie Targi Sztuki -Independent Gallery, IArkady Kubickiego Zamku Królewskiego w Warszawie, Plac Zamkowy 4 (2019)
- 18 Warszawskie Targi Sztuki – Biegas Art Gallery, Hala EXPO XXI w Warszawie, ul. Prądzyńskiego (2021)
- 19 Warszawskie Targi Sztuki – Biegas Art Gallery, Hala EXPO XXI, ul. Prądzyńskiego (2022)
- Promocja albumu Dom Obrazów – Muzeum Okręgowe w Suwałkach (2023)
- Wielka Aukcja Charytatywna TOP CHARITY 2023 (OmenaArt Foundation), wystawa przedaukcyjna, Pałac Króla Jana III w Wilanowie (2023)

## Praca dydaktyczna
Jest autorką „Szkoły Sztuki Wizualnej” 1992–1997, dla której napisała autorskie programy, łączące sokratejską ideę twórczego dialogu z uniwersalnym kształceniem interdyscyplinarnym w oparciu o wzory Bauhausu. Struktura i charakter edukacji zapewniały tej placówce poziom akademicki. Program obejmował takie przedmioty jak; geometryczne podstawy rysunku, rysunek studyjny, malarstwo, podstawy projektowania, historia i teoria sztuki, język angielski, język francuski. W ramach programu kształcenia organizowane były liczne plenery i wyjazdy edukacyjne; do Paryża, Wenecji, Florencji, Wiednia. Była to pierwsza w Polsce prywatna szkoła artystyczna. Nie opracowano wtedy jeszcze podstaw prawnych dla tego typu placówek i nie można było wystąpić o uprawnienia szkoły publicznej. Szkoła nie doczekała się również dotacji, udzielanej zwyczajowo przez jednostki samorządu terytorialnego niepublicznym podmiotom prowadzącym szkoły. Ze względu na rosnące koszty utrzymania szkoły i brak pomocy z zewnątrz, nastąpiła konieczność zawieszenia jej działalności w 1997 roku. Wkrótce, po zawieszeniu działalności szkoły nadeszły z Ministerstwa Kultury i Sztuki, dla nieistniejącej już placówki, uprawnienia szkoły publicznej.
Pod koniec lat dziewięćdziesiątych, Janina Wierusz Kowalska otworzyła Warsztaty Artystyczne, system kursów przygotowujących adeptów do egzaminów wstępnych na wyższe uczelnie artystyczne i wydziały architektury. Warsztaty w zmiennych formach prowadzone są od 25 lat.